# Castillo y arboreto de Segrez
El castillo de Segrez (en francés: Château de Segrez) es un château francés situado en la comuna de Saint-Sulpice-de-Favières, en el departamento de Essonne, Francia, situado a treinta y ocho kilómetros al suroeste de París.
En el parque  del castillo está el arboreto de Segrez (en francés: Arboretum de Segrez),un arboreto privado que se encuentra abierto todos los sábados y domingos del año. 

## Historia
El castillo de Segrez es un castillo del siglo XVIII, el edificio fue construido en 1733. 
A partir de 1747 el parque se crea en torno al castillo, con bosquecillos, parterres a la francesa, fuentes, estanques, laguna, espejo de agua y la red hidráulica. 
En 1782, el parque a la francesa se transforma en parque escénico con una cueva con dos habitaciones decoradas con conchas del Pacífico.
A partir de 1857, el botánico y horticultor Pierre Alphonse Martin Lavallée (1836-1884) hizo su primera plantación de árboles y arbustos. En 1858, comenzó a reunir "todas las plantas leñosas cultivadas al aire libre". 
A partir de 1860, decide ordenar sus colecciones y establecer los árboles relacionados en línea, la agrupación de plantas clasificadas por la familia y etiquetados. A su muerte, la finca cuenta con 6.500 especies.
En 1869, el castillo fue ampliado y dos alas se añaden a cada lado del cuerpo central para dar cabida al personal empleado en el arboreto. 
También reunió un herbario y una biblioteca botánica, y por 1875 fue una de las mayores colecciones de plantas leñosas en el mundo.
Tras la muerte de Lavallée en 1884, el cultivo científico del arboreto cesó, pero un número de ejemplares maduros de los originalmente plantados todavía se pueden ver en los terrenos del dominio.
Las colecciones botánicas actualmente siguen siendo ampliadas.